# Понс, Феликс
Феликс Понс Ирасасабаль (исп. Félix Pons Irazazábal; 14 сентября 1942, Пальма, Испания — 2 июля 2010, Пальма, Испания) — испанский политический деятель, председатель Конгресса депутатов Испании (1986—1996).

## Биография
Пришёл в политику в 1975 году, вступив в Испанскую социалистическую рабочую партию, в которой он занимал различные руководящие должности на Балеарских островах.
В 1985—1986 годах — министр территориальной администрации Испании.
В 1986—1996 годах — председатель Конгресса депутатов Испании.
С 1996 году уходит из политики и становится профессором права в Университете Балеарских островов, одновременно занимаясь адвокатской практикой.
Награждён Большим крестом ордена Карлоса III и золотой медалью автономного сообщества Балеарских островов. В 1990 году был удостоен премии Принца Астурийского в области социальных наук.